# 瓶中花園

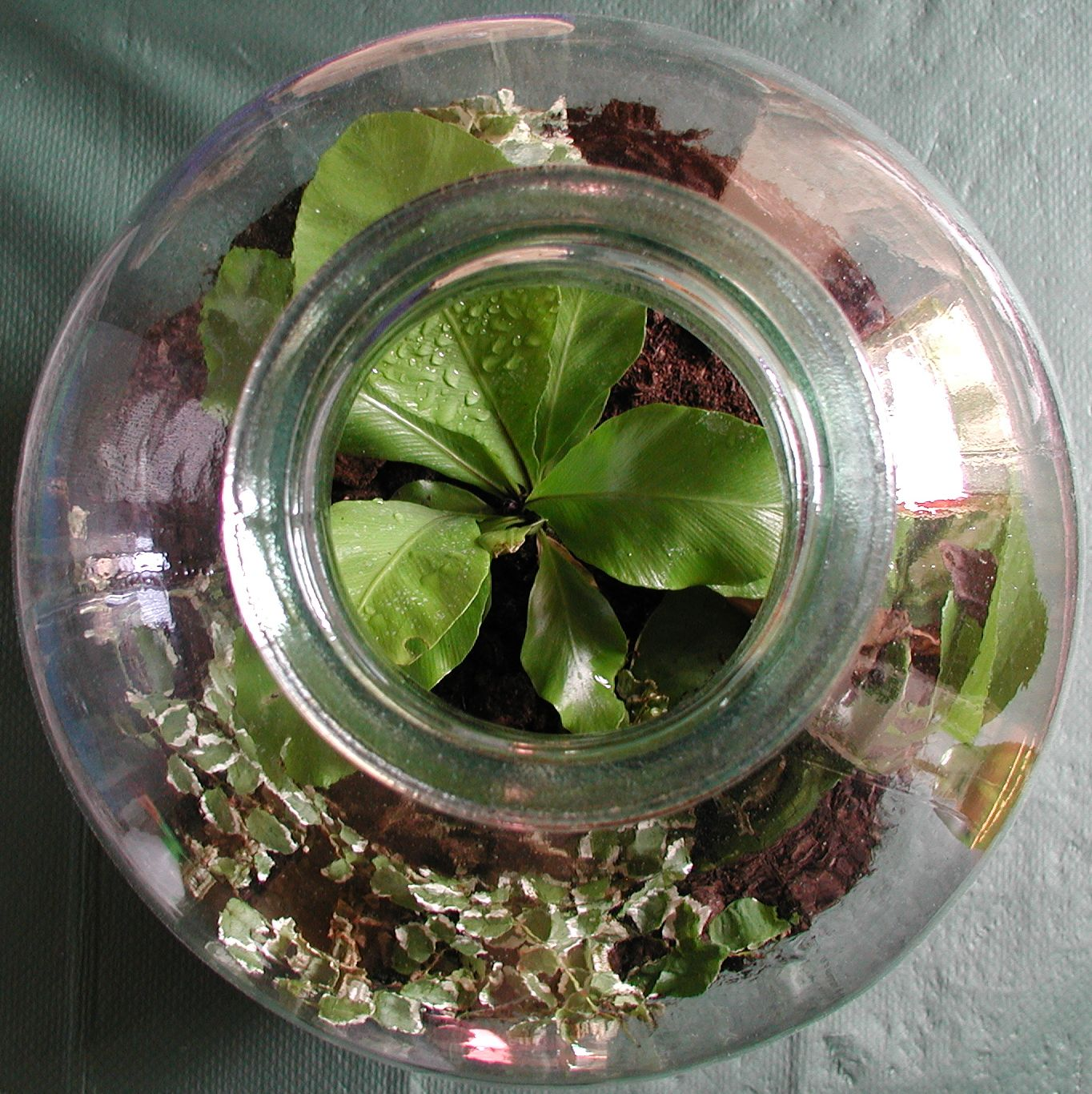
打開的瓶中花園，上面觀。

瓶中花園是一種封閉式的生態箱，一般使用窄頸而有小口的玻璃或塑膠容器，形成自給自足的生態系統。其內生長的植物與外界幾乎或全無接觸，如有適當的光罩，可永遠存活於其中。

## 用途
瓶中花園通常做為裝飾物，或在天井或高樓式公寓當作花園。因為易於製作與維護，瓶中花園也是學校課堂內研究微型生態系統的好方法。瓶中花園也可用作控制機構，使得瓶子的內部環境處於有效控制之下且與外部隔離。在乾旱地區和缺水地區也可使用瓶中花園種植蔬菜以減少用水。

## 操作
瓶中花園基本上需要土壤、水和光，以供其內的植物與其他生物存活，容器則必須能防水外洩與蒸發。其內的二氧化碳可供光合作用，產生的氧氣供生物呼吸或排出。需氧生物（如蝦、蝸牛、細菌）的呼吸作用可消耗過量的氧氣、釋出二氧化碳。因此瓶中花園幾乎無須維護。

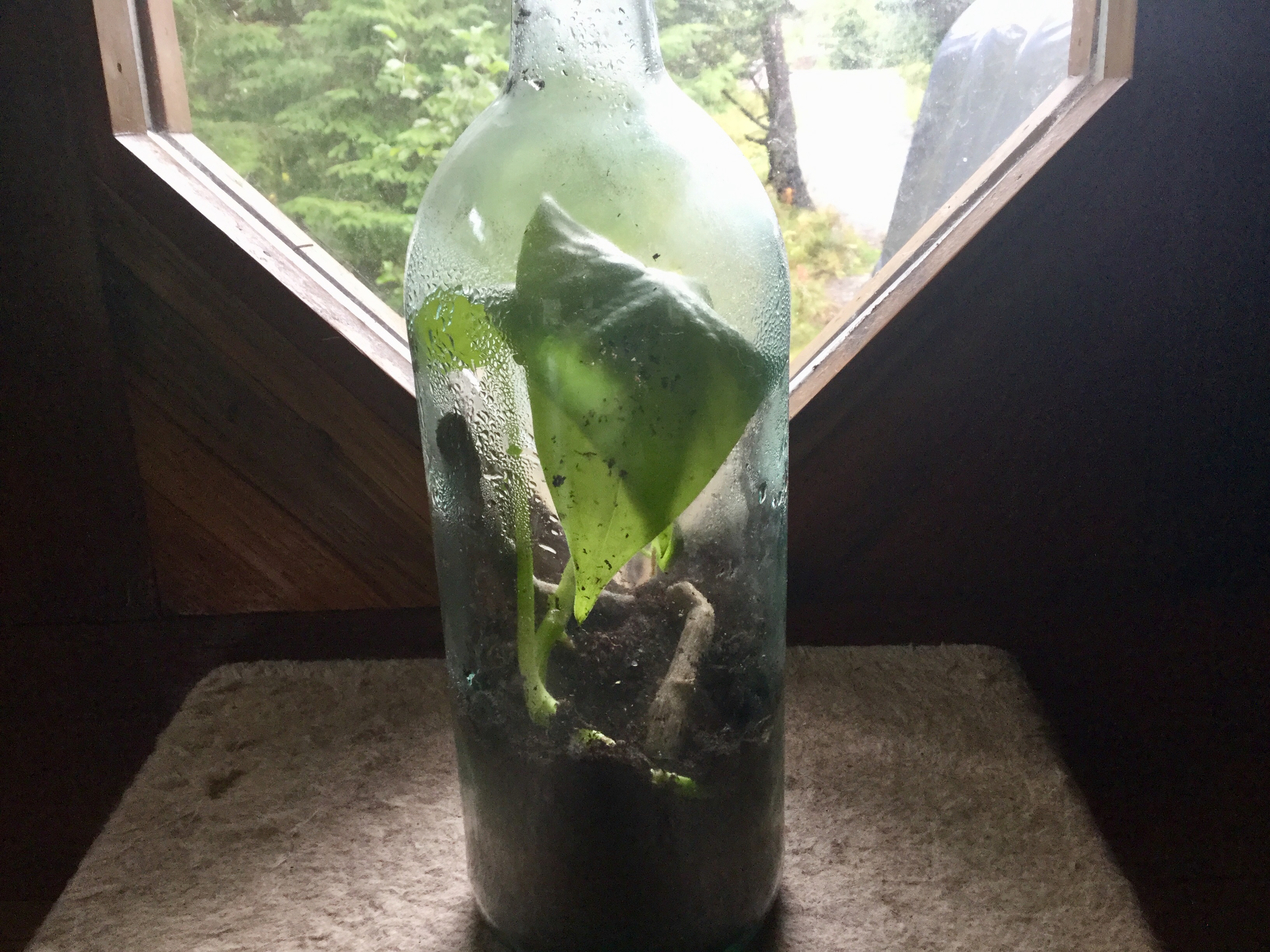
此瓶已密封達數月之久，未曾為其中的黃金葛澆水。.

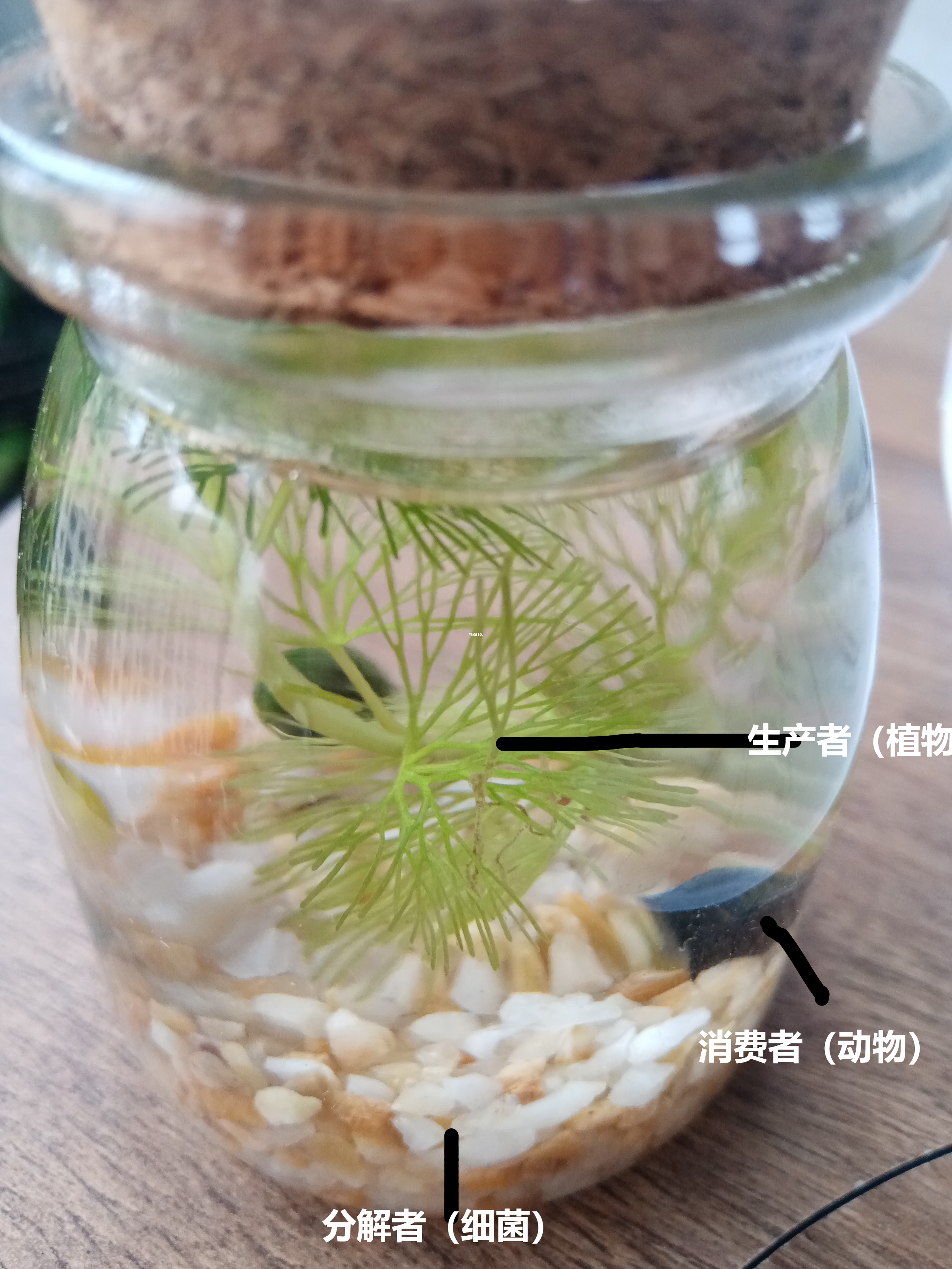
瓶中花园中的生态平衡

## 案例
2013年有報導稱英國男子 David Latimer 於1960年建立一個瓶中花園，僅曾於1972年澆過水，由於其長年維持密封而引起關注。

### 引用
1. 1 2  Robberts, M.B.V. . 1986. ISBN 0-17-448019-9.
2. ↑  .   [2008-03-20]. （原始内容存档于2019-11-19）.
3. ↑  . PickChur. 1 February 2013  [27 March 2013]. （原始内容存档于2020-11-26）.